# Frederiksberg Fødehjem
Frederiksberg Fødehjem, også kaldet Frantz Howitz’ Fødehjem, var en institution på Howitzvej 40 (opr. Lampevej)/Solbjergvej 39 på Frederiksberg.
Fødehjemmet blev oprettet 1896 for frivillige gaver på initiativ af professor Frantz Howitz med det formål at hjælpe væsentlig uformuende kvinder fra Frederiksberg og Valby under fødsels- og barselseng med frit ophold på hjemmet eller for en modereret betaling. Bygningerne var tegnet af arkitekt, murermester J.W. Frohne og opført 1895 på en ca. 2000 kvadratalen stor grund, som Frederiksberg Kommune overlod hjemmet på det tidligere Frederiksberg Hospitals grund til afbenyttelse og bestod af en mindre forbygning med konsultationsstue, forstanderindebolig mm og en hovedbygning i kælder og 2 stokværk, der indeholdt sygeværelserne. 1903 opførtes en særlig bygning til økonomi og funktionærer. Bygningerne var i gule mursten og dækket med skifertag. I kommuneatlasset var de tildelt høj bevaringsværdi. Anlægget blev revet ned i februar 2011.
Hjemmet havde 16 pladser. 1. juni 1903 til 31. juni 1904 behandledes 189 patienter. Bestyrelsen, for hvilken Howitz var formand, bestod af 8 medlemmer, hvoraf 2 valgtes af kommunalbestyrelsen. Der var ansat 2 læger, 1 forstanderinde og 1 jordemoder. 
I 1906 blev Lampevej omdøbt til Howitzvej efter lægen, som grundlagde fødehjemmet. Fødehjemmet blev i 1942 flyttet til Frederiksberg Hospital og bygningerne anvendt af Retten på Frederiksberg indtil 2010, hvor bygningen blev revet ned og erstattet af en ny moderne retsbygning på grunden.